# 松井石根
松井石根（日语：／ Matsui Iwane，1878年7月27日—1948年12月23日）是一名大日本帝國陸軍將領，最高軍階為陸軍大將，曾於1937年指揮中支那方面軍，參與了南京大屠殺的戰爭罪行，因而在戰後於遠東國際軍事法庭被裁定为甲级战犯，最终被處以絞刑。
松井出生於名古屋，參加過日俄戰爭。1906年自陸軍大學校畢業後不久志願執行駐外任務。隨著松井軍階的提昇，他成為日本陸軍中最重要的中國通之一，也是亞洲主義的積極倡導者，特別是在成立頗具影響力的「大亞細亞協會」中具有關鍵作用。
1935年，松井從軍中退役，但由於1937年中國與日本爆發全面戰爭，於8月再度被召回現役，指揮部隊參加了淞滬會戰。日軍獲勝後，松井說服日軍大本營繼續進攻当时中國的首都南京。12月13日，松井指揮的部隊在當地對中国军队俘虏和平民展開了大屠殺。松井在屠殺事件中的責任比重尚有爭議，如其本人對屠殺了解的程度、患病無法掌握部隊、部屬自行其是等。
1938年，松井因為南京戰役的緣故被解除中支那方面軍司令職務，召回國內。日本戰敗後，松井被遠東國際軍事法庭判犯有戰爭罪，並被處以絞刑。1978年，松井與其他被定罪的戰犯被奉入靖國神社內，此舉引發了激烈的爭議。

## 生平

### 家庭背景

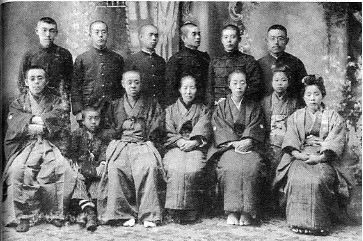
松井石根的全家福，第二排左四为松井石根，第一排左三左四为松井武国夫妇。

松井石根的祖先松井宗信曾經當過二俁城的城主，在桶狭间之战中阵亡。松井石根的父亲叫松井武國是原尾張藩武士，其名字中的圀来自水户藩主德川光圀，因为松井石根的祖父曾经当过普请奉行和町奉行，热爱水户学，遂给儿子以水户黄门真名中的则天新字“圀”命名。

### 早年與從軍：1878年至1906年
松井石根於1878年7月27日出生在名古屋，是松井武國的第六個兒子，家境貧困。在完成小學畢業後，父母要求松井繼續升學，但他不願使家裡經濟負擔更為沉重，因此儘管他身形矮小瘦弱，依舊選擇從軍。因為在當時的日本，軍校收取的學費最低（一說免費）。1893年，松井入學陸軍幼年學校，1896年畢業後又就讀陆军士官学校。松井是優秀的學生，在1897年11月畢業時為班上排名第二名，與他同期的還有未來的陸軍大將真崎甚三郎、阿部信行、本莊繁和荒木貞夫等人。
1901年，松井被陸軍大學錄取，這是一所精英機構，每年只招收約10％的申請者入學。1904年2月，松井因日俄戰爭爆發而中斷學業，被派往海外的滿洲戰場（中國東北）擔任步兵第6联队中隊長。在辽阳会战（首山堡戰役）中，松井的大腿被射穿，聯隊隊員也幾乎被全殲。戰後，松井繼續完成陸軍大學的學業，於1906年11月畢業。他的弟弟松井七夫也是陆军军人，曾任张作霖的顾问，官至中将。

### 「中國通」：1906年至1931年
松井對中華文化有著終生興趣。他的父親也是一名研究中國古籍的漢學家，他自己也在軍校學習了漢語，對於漢詩、書法也頗有根底。松井還是同鄉的大陸浪人、亞洲主義軍官——荒尾精的狂熱崇拜者。荒尾主張中國和日本是亞洲最強大的兩個國家，應在日本的霸權領導下建立緊密的貿易和商業夥伴關係、共同對抗西方國家的帝國主義，此一思想融入了松井的世界觀中。陸軍大學校畢業後，松井立即申請執行駐外任務，當時駐華職務並不受歡迎，除了松井外也僅一名軍官提出申請，但他宣稱自己將成為「第二個荒尾精」。
起初，參謀本部派遣松井駐於法國，到了1907年他才如願被派往中國，擔任駐外武官的副官，進行情報任務。松井於1907年至1911年間在中國工作，1915年至1919年則轉駐上海。1921年，日本出兵西伯利亞時再任駐海參崴參謀軍官。1922年至1924年，松井再度回到中國，擔任奉系軍閥首領張作霖的顧問，同時兼任「哈爾濱特務機關」機關長，為關東軍做了大量情報工作。由於在中國服役的豐富經歷，松井被公認是日本陸軍最重要的「中國通」之一，他對中國事物與詩歌的熱愛也在軍中廣為人知。因職務所需，松井時常往返中國各地，這使他結交許多中國軍政界的朋友，例如他和孫中山結下了深厚的情誼，也在1907年為當時留學於日本的蔣中正當了租屋的擔保人。
松井在軍中晉升迅速，1923年時便獲得了少將軍銜。1925年至1928年間，任陸軍參謀本部第2部（情報部門）部長，他是第一位被擔任該職位的「中國通」，並對往後日本對華外交政策產生重大影響。身為情報部門的負責人，松井一直是蔣中正的堅定支持者，後者試圖結束中國的內戰狀態，並在他的領導下統一國家，因此發起「北伐」，而松井則希望能透過蔣中正，使中國與日本建立強大的伙伴關係，共同抵制共產主義和西方國家對亞洲的影響力。然而，松井的期望被一系列的危機阻礙，日本政府根據其建議，在1928年蔣中正「北伐」時向中國濟南市派兵保護日本僑民的生命與財產安全，但日軍最終仍與中國軍隊發生衝突，引發「濟南慘案」。松井前往濟南嘗試調解，但事情還尚未落幕，日本關東軍軍官河本大作大尉又用炸彈炸死了張作霖，是為「皇姑屯事件」。曾為張作霖支持者的松井又立即奔赴滿洲，主張應嚴懲河本，但最後不了了之。
1928年12月，松井離開了情報部門主管的職務，開始為期一年的歐洲考察之旅。松井對法國和中國都很感興趣，也能說一口流利的法語，在法國本土和法屬印度支那都為日軍做了大量工作。

### 亞洲主義運動：1931年至1937年
1931年9月，關東軍入侵中國東北，是為「九一八事變」，中日關係迅速惡化。當時松井已回國受命指揮第11師團，但年底他又以陸軍全權代表的身份被外派至瑞士日內瓦參加世界裁軍會議。起初松井的態度是譴責發此本次入侵行動的軍官，但他也同樣被向「國際聯盟」告發、譴責日本的中國代表所刺激，在松井來看，西方列強和國際聯盟試圖故意挑起中日衝突，認為日軍的侵略反使3000萬的滿洲人得以獲得「解脫」（他稱此為「帝國的同情和誠意」），而亞洲其他地區則應成立所謂的「亞洲同盟」，「應向有著中國的4億人民提供我們在滿洲給予的相同幫助和同情」。
1932年末，松井返回日本，前往東京拜訪一個名為「泛亞研究小組辦公室」的智庫組織，提出將其擴展為國際群眾運動的構想，獲得了認可後，松井便於隔年3月將此研究小組重新命名為「大亞細亞協會」（大亜細亜協會），主張將促進「亞洲人民的統一、解放和獨立」，歷史學家托爾斯登·韋伯評價其為「在1933年至1945年最具影響力的亞洲主義宣傳組織」。松井以此在日本國內外積極宣傳「亞洲同盟」理念，協會出版的著作也廣受日本軍政界精英人士閱讀。
1933年8月，松井被派往台灣受命指揮「台灣軍」，同年10月20日，松井晉升陸軍最高軍階——大將。在台灣期間，松井也在當地建立了「大亞細亞協會」的支部，擔任榮譽顧問。1934年8月，松井返回日本，成為軍事參議院成員。與此同時，中日關係繼續惡化，松井也逐漸與自己擔任情報部門主管時努力扶持的蔣中正國民政府疏遠。在1933年發布的「大亞細亞協會」第一期官方公報中，松井抨擊中國領袖的親西方態度「出賣了中國本身、背叛了亞洲」，後來他還被由永田鐵山少將所領導、以參謀本部的數名軍官組成、主張以武力推翻蔣中正的「統制派」所吸引。1935年8月，松井的軍旅生涯於突然結束，永田被對立的「皇道派」成員刺殺，是為「相澤事件」。松井對日本陸軍的派系鬥爭感到厭倦，因而決定對此事負責（亦有稱其捲入而不得不引咎辭職），退出現役、編入預備役。
預備役的身份使松井有更多的時間可去推行他的亞洲主義計畫。1935年10月至12月期間，他遊歷了中國的各大都市和日本於中國東北建立的傀儡政權——滿洲國，向中國的政商名流講述亞洲主義，並在天津設立了新的「大亞細亞協會」支部。1935年12月，松井返日，當上「大亞細亞協會」主席。1936年2月至3月，在中日關係已呈緊張之勢的背景下，松井二度前往中國，這次則是在政府贊助下、旨在開展中日友好關係的行訪。松井先是在2月底經由台灣前往廣州，與國民黨右派的胡漢民、桂系軍閥領導人李宗仁、陳濟棠、白崇禧等見面，但會談並未實質解決任何問題。3月12日，松井抵達南京，先與中國外交部長張群會談，之後於24日與蔣中正會面，先是提出日本可協助南京中央與桂系矛盾的「西南問題」，蔣未置可否，之後松井又提出要中國承認滿洲國，但蔣斷然拒絕。兩人雖在諸多議題上找不到共通點，但在反共的意識形態方面有著合作的空間，松井離去時也堅信這將成為未來中日合作的基礎。然而1936年12月的「西安事變」後，蔣中正同意與中國共產黨組成聯合抗日陣線，這使松井感到自己被蔣中正所背叛。

### 中日戰爭：1937年至1938年

#### 上海戰役

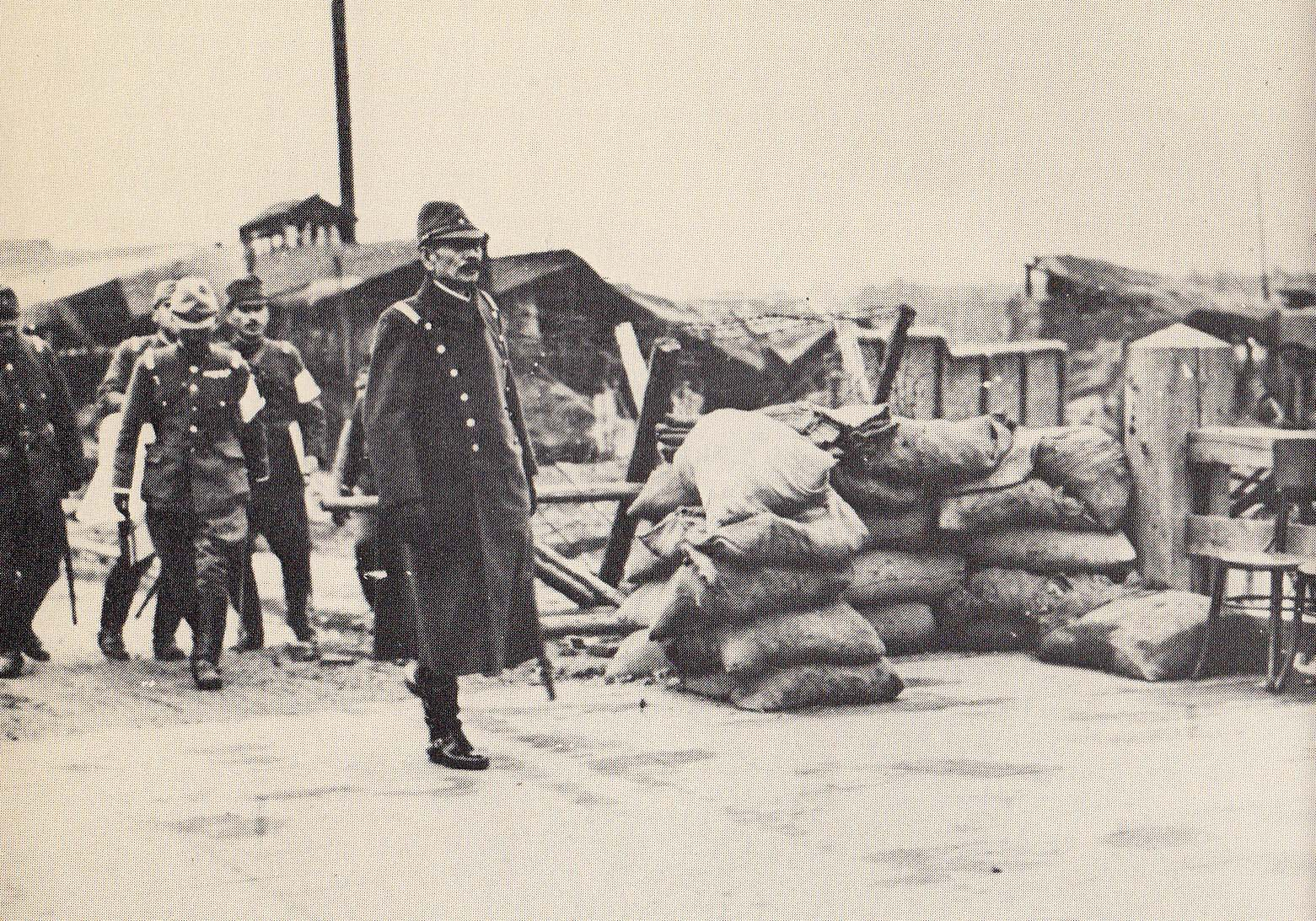
1937年9月，視察上海前線的松井大將。

1937年7月7日「盧溝橋事變」後，中日爆發全面戰爭。起初戰事僅限於華北地區，然而在8月擴展到上海一帶。日本政府決定增援兩個師團登陸上海，與原有單位編制為「上海派遣軍」。由於現役官兵人數不足，參謀本部徵召了預備役，松井便於8月15日正式被任命為「上海派遣軍」司令官。關於參謀本部選擇松井的原因尚不明朗，但他作為「中國通」的聲譽可能是其主因。日本歷史學者秦郁彥認為，一旦日軍控制了上海，參謀本部便將與中方談和，而松井有著與中國領導人的密切關係和友誼，因此被認為是理想的談判人選。松井也自稱其使命是「使中國人民認識到日本軍隊是中國的真正朋友」，並說道：「我是帶著安撫自家兄弟的心態來到前線，而不是來跟敵人戰鬥的」。
在乘船前往上海戰區期間，松井採納了海軍制定的計劃，預計將「上海派遣軍」分別派至上海北部的兩個登陸點——吳淞和川沙口，前者直接進攻上海，後者則用於包圍中國軍隊。8月23日，松井在旗艦「由良号」轻巡洋舰上監督登陸作業。起初的登陸進展順利，但隨著陸上戰鬥逐漸白熱化，傷亡人數也相應增加。松井不認為自軍有足夠的兵力可達成目標，因此不斷向大本營尋求更多的增援。9月10日，松井本人也抵達上海，當天陸軍參謀本部告知他將獲得另外三個師團的增援。然而儘管日軍如此增援，仍不足以擊退國軍。10月初，松井誤判國軍將撤出上海，下令日軍步兵對後者陣地進行集中突擊，期望在11月之前結束戰事。然而「上海派遣軍」未能突破南翔和吳淞江一線的國軍防線。直到11月5日，由柳川平助中將率領的第10軍於上海以南登陸，戰場局勢逆轉，才迫使國軍匆忙撤退。11月26日，日軍佔領上海。
上海戰役對中國百姓造成了傷害，而松井本人對中國難民的困境頗為關心，於10月下令改善中國難民營的生活條件，還捐贈了1萬美元給法國神父饶家驹，以協助後者建立保護上海平民的「安全區」（即南市難民區）。

#### 南京大屠殺

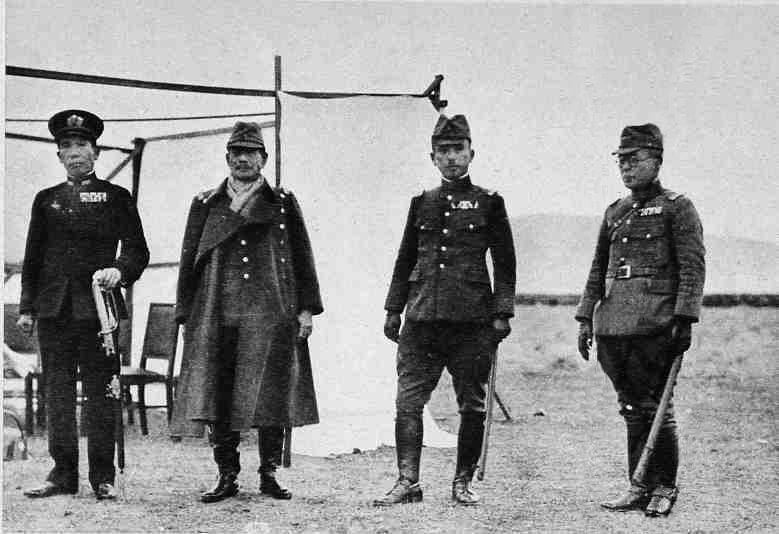
南京戰役的日方主要指揮員，由左至右分別為：第三艦隊司令官長谷川清、松井石根、「上海派遣軍」司令官朝香宮鳩彥王、第10軍司令官柳川平助。

11月7日，松井被任命為由「上海派遣軍」和第10軍合併而成的「中支那方面軍」司令官，並繼續兼任指揮「上海派遣軍」至12月2日由朝香宮鳩彥王接任。至此，參謀本部仍希望對局勢有所控制，因此在創建「中支那方面軍」的同時，還制定了一條「制令線」限制行動，命令部隊禁止離開上海一帶。然而，實際上松井早有進攻至上海以西300公里的中國首都——南京的想法。早在7月「蘆溝橋事變」發生後，松井就便在一次演講中表示「迅速拿下南京……將說服中國公眾摒棄蔣介石，將他們的命運託付給日本的領導人」；8月17日受裕仁天皇召見時，松井同樣說：「別無他途，只有拿下南京，打垮蔣介石政權，這就是我必須完成的使命」；8月19日，在準備離開日本、開往上海前線前，松井同樣向前來送行的陸軍大臣杉山元告知：「本次無論如何都要打到南京去，使國民政府屈服，這是膺懲支那的特殊使命決定的」。松井還認為自己將能在中國組建新政府發揮重要的作用，在他的構想裡，這將是一個更能維護日本和中國人民利益的民主政府。日本歷史學家笠原十九司則指出，松井此時的年齡已經偏高（59歲）、軍歷又默默無聞，因此迫切地希望能在這最後一次的戰鬥中建立顯赫的戰功，如攻佔中國首都。
11月19日，柳川的第10軍越過了「制令線」，開始朝南京挺進。有資料稱松井曾為抑制柳川而採取一些措施，但他還是向大本營力陳進攻南京。12月1日，陸軍參謀本部批准攻取南京的命令，但當時日軍大多部隊都已越界。儘管松井已達到爭取到攻擊南京的目的，但因為知道麾下部隊因為上海的戰鬥已十分疲倦，因此他決定採取謹慎的作法，估計用兩個月的時間來緩慢攻取南京。然而松井的部下拒絕共同行動，反而相互競逐誰能第一個攻抵南京。松井發現自己的部隊已遠遠超過表定的作戰目標後，只得修改計畫。12月7日，松井將指揮所從上海轉移到更接近前線的蘇州，並於12月9日命令用飛機飛至南京上空灑下了「勸降書」。由於此時國軍已決定保衛南京，並未回應松井。次日，松井批准對南京的全面攻擊。在南京北面山區，由於松井試圖保護當地的歷史遺跡——中山陵和明孝陵，「中支那方面軍」被禁止使用火砲攻擊，在當地遭受了重大傷亡。南京的國軍守備部隊在日軍猛攻下不久便崩潰，但並無成建制地向日軍投降，而是拋下軍服和武器混入南京市民中。12月12日凌晨，日軍佔領了南京，開始殺害戰俘，並在市內大規模隨機殺人、搶劫和強姦民女，這些暴行後來被統稱為「南京大屠殺」。

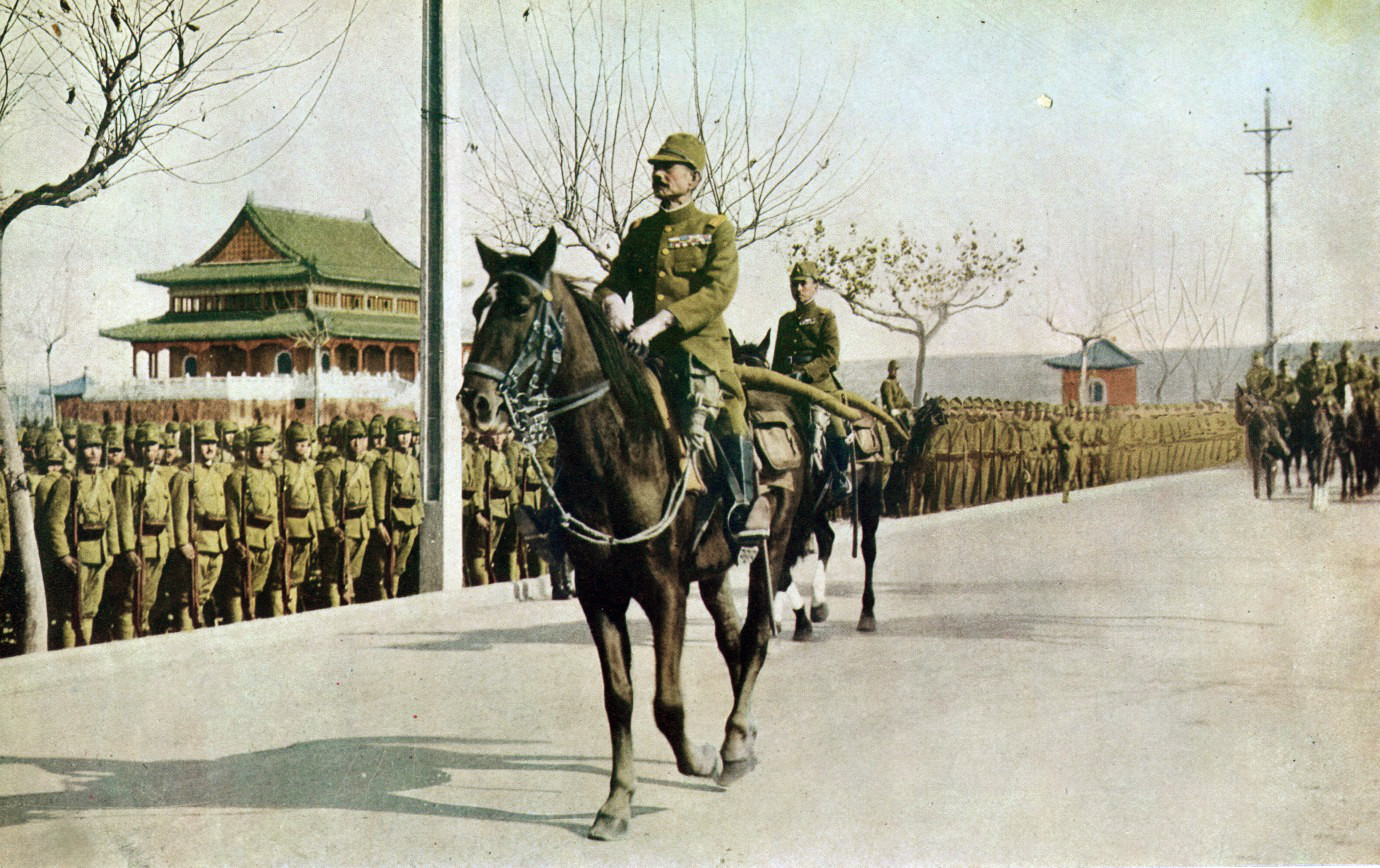
12月17日，日軍在南京舉行了盛大的入城式，松井騎馬檢閱部隊。

關於松井在「南京大屠殺」中扮演何種角色極具爭議性，在日本有關他生平的文獻也大多集中在本事件，有些觀點主張松井不應為南京大屠殺所負責，包括：一、他無法完全控制部屬——對其大多數年輕且性急的部下而言，松井只是個從預備役調回的老將、沒過多久就會再度退出現役，其發出的軍令也幾乎沒有受到什麼尊重；二、生病無法完全指揮行動——12月5日至12月12日期間，松井曾因瘧疾發作（11月4日即首度出現症狀）、時常臥床不起，只能從病床上發出命令；三、松井與他的方面軍幕僚曾特別注意確保他國家民眾生命與財產不會受到傷害，以免造成國際紛爭，而也因為其麾下部隊有許多是紀律很差的預備役人員，松井認為自軍在進入南京城內時很可能會發生違紀事件，因此在12月7日向所有單位頒布的作戰命令中加入《攻克南京城綱要》，指示每個師只準一個聯隊進入城內，以盡可能減少日軍與中國平民的接觸，還曾警告下屬，若犯有掠奪或縱火等行為將受到嚴懲。
然而，松井並未在《南京城攻略要領》中規範應如何處置中國戰俘，加之其於12月14日決定在17日為南京戰役的勝利舉行盛大的入城式，更進一步促使日軍屠殺中國軍民。當時他在南京的部隊還在四處搜羅躲在城內的國軍士兵，且沒有設施能容納這些戰俘，在松井已敲定入城式日期的情況下，他的部下選擇將所有抓獲的俘虜全部處決。此外，根據日本方面的說詞，由於南京城外大多建築物和民宅都被中國軍隊焚毀，使日軍無處可住，因此松井的部下決定讓全軍官兵都開進城內。因此，松井的命令不但沒有被確切執行，日軍在南京城內展開的屠殺也大多發生在入城式前幾天，而「松井不應為屠殺負責」的說法也受到一些史學家的分析與駁斥（見下節）。
12月17日，松井在大型的勝利遊行式上騎馬進入南京城。12月22日，他離開南京前往上海，但有關日本士兵在南京犯下的暴行報告仍在接下來的一個月時間繼續流入他的司令部。1938年2月7日，松井返回南京，進行為期兩天的視察工作，他召集了包括朝香宮和柳川在內的下級指揮官，對未能防止「過去50天內發生的一系列惡性事件」表示不滿。

#### 離華
日軍攻下南京後，國民政府並未如松井所預測求和，中日依舊維持戰爭狀態。松井在回到上海後不久開始策劃在徐州和浙江等地展開新的軍事行動。1938年1至2月，松井還另外在華中地區組織新的中國政府，希望以此取代蒋中正的國民政府，儘管他後來還未完成這項工作便離華，該政權仍於1938年3月成立，名為「中華民國維新政府」。與松井設想的相反，日軍參謀本部此時對於在中國扶持新政府的計劃產生了興趣，因此拒絕批准任何新作戰。時至2月初，松井甚至考慮以自殺的手段來抗議參謀本部「缺乏進取心」。
事實上，參謀本部早就想撤除松井的職務。有關南京大屠殺的報導傳到了日本政府，參謀本部的一些人指責松井的危機處理失當，使日本在國際上處於尷尬的局面，還有人希望松井因此被送上軍事法庭，但日本政府並未僅因南京大屠殺而解除松井的職務。外相對松井在成為「中支那方面軍」司令官後發表的反西方言論感到不滿，如後者不承認上海租界的中立性，參謀本部也擔憂松井是否會與下屬指揮官發生嚴重的性格衝突。2月10日，參謀本部的代表對松井表達懊惱與失望之意，並通知其即將被解職，由畑俊六大將接任，杉山元後來告訴畑俊六，松井與下屬無法相互協調和合作是他被解職的主因。
參謀本部後來沒有懲罰松井，但也確實重整了中國戰場的日軍指揮體系，松井只是被解職的八十名高級將領之一，這些人裡也包括了朝香宮和柳川，他們兩人同時被召回日本。

### 退役生活：1938年至1946年

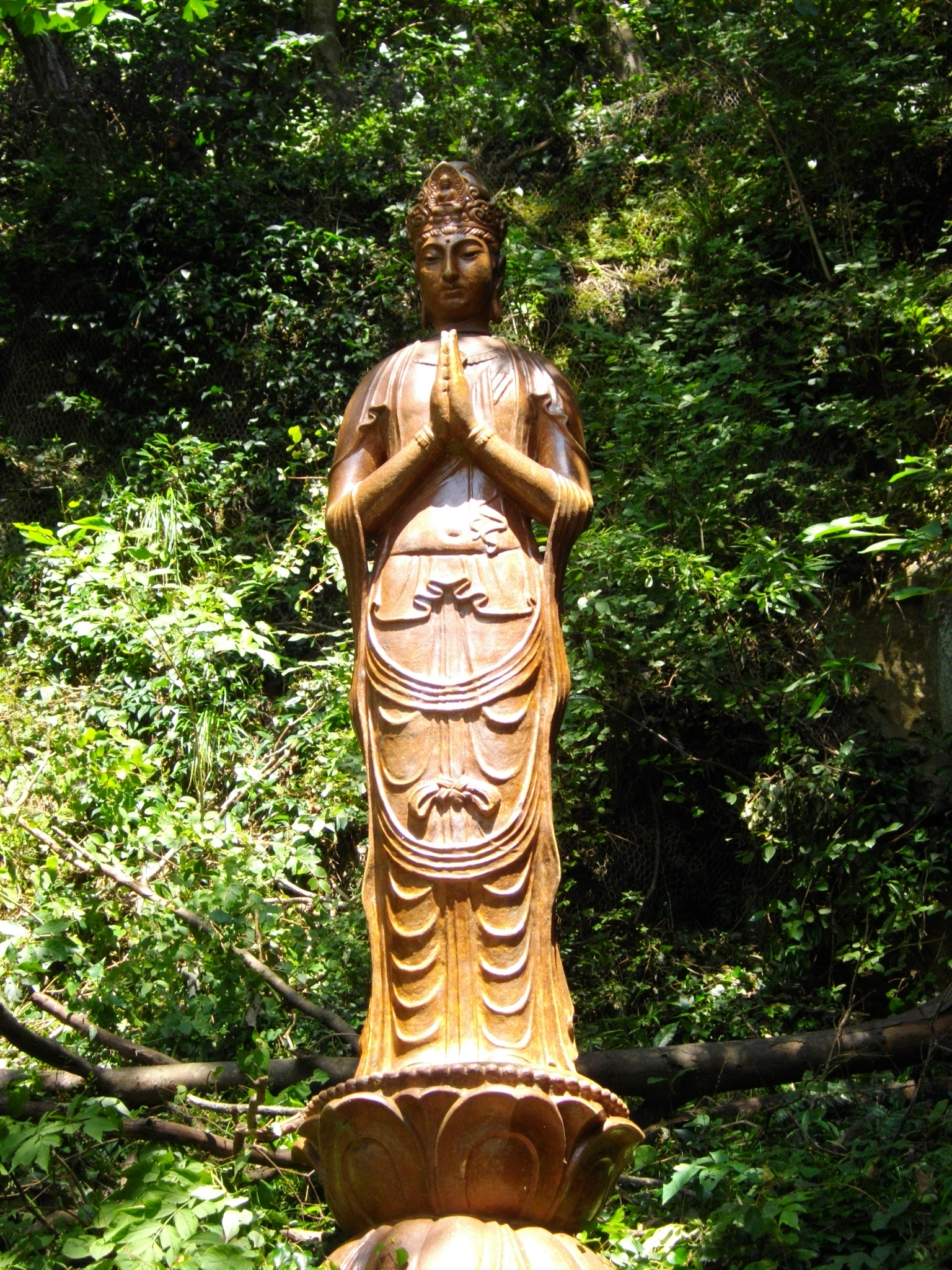
位於靜岡縣熱海的「興亞觀音」像。

1938年2月21日，松井從上海出發，於2月23日返回日本。儘管他返日的時間地點一直被軍方保密，但還是被記者得知，松井一回國就受到日本民眾夾道歡迎。之後幾年，松井在靜岡縣熱海買了新房子，從那時至1946年一直過著冬季住熱海、夏季住山中湖老屋的生活。
儘管已從軍中退役，松井仍希望中國與日本政府能合作。1938年6月，松井成為內閣參議委員之一，這是一個供內閣要員諮詢的職位。松井一直擔任此職到1940年1月，抗議內閣總理大臣米內光政反對日本與納粹德國結為軸心國同盟而辭職為止，而也就在這一年，松井委託製作的觀音菩薩雕像完成，這是一座高約3.3公尺的合十觀音立像，由從南京大廠鎮帶回的紅土燒製而成，樹立於伊豆山山腹，松井將其命名為「興亞觀音」，用於為所有在中日戰爭期間喪生的兩國士兵祈福。松井還在不遠處建造了一處觀音堂，設有觀音立像與坐像各一，堂內祠堂還放有松井部下戰死者的名冊，兩側還有「支那事變日本戰死者靈位」以及「支那事變中國戰死者靈位」，之後松井每天都在清晨和晚上於「興亞觀音」前祈禱。當時《紐約時報》曾讚揚了松井的行為，並指出「很少有西方國家的將領在自己失意時，把時間用來紀念那些在戰鬥中犧牲的人們。」中國《日本新華僑報》總編輯、北京大學歷史系客座教授蔣豐則稱松井「企圖以救苦救難的菩薩美化自己，更顯示出松井自己早有心裡準備，試圖以某種方式遮掩大屠殺的罪行。」
戰爭期間，松井一直活躍於亞洲主義運動。雖然「大亞細亞協會」在1942年至1945年間多次重組，但松井一直擔任該組織的會長或副會長。隨著日本在1941年12月挑起太平洋戰爭、加入第二次世界大戰後，松井強烈主張日本應在新佔領的土地上推廣獨立運動、組成亞洲各個新國家的聯盟來對抗同盟國。1943年6月至8月，松井展開亞洲巡迴之旅，出訪中國、中南半島、新加坡、泰國、緬甸、馬來西亞、印度尼西亞和菲律賓等地，到處推廣他的構想，在中國與新加坡分別會見了汪精衛與印度國民軍總司令蘇巴斯·錢德拉·鮑斯。他還在中南半島引發了一次外交事件，當時該地依舊名義上隸屬法國的殖民統治，但松井卻在當地發表演講，主張中南半島應獲得完全的獨立。松井的這些活動對後來成立與鞏固「大東亞共榮圈」發揮了重要的作用，後者也是他一生都在追求、旨在對抗西方的「亞洲聯盟」理想的頂點。
除了「大亞細亞協會」外，松井還在整個戰爭期間擔任成立於1942年2月的極端反西方、反猶太組織——「思想國防協會」（思想国防協会）會長，支持日本繼續遂行戰爭。1945年，盟軍展開收復菲律賓的行動時，松井在廣播中宣稱日本「即使東京化為灰燼」也「永遠不會從菲律賓撤出」。不久之後，他還計劃在8月20日發表演講，反對任何形式的投降。儘管如此，1945年8月15日，松井還是在熱海的家中聽到裕仁天皇宣布日本無條件投降。
不久之後，盟軍佔領了日本。11月19日，駐日盟軍總司部以涉嫌戰爭罪為由向松井發出逮捕令。松井當時患有肺炎，直到3月才康復。收監前，松井設宴款待親友，在會上稱：「我肯定是活不成了。即使死，我也希望自己是振興亞洲而死，成為人中豪傑。真不想讓世人認為我是因為虐殺中國人而死。」，之後他要求妻子收養長期服侍他們的女傭久江為養女，並和他一樣從神道教改信佛教。1946年3月6日，松井被收入東京的巢鴨監獄。

### 受審與處決：1946年至1948年

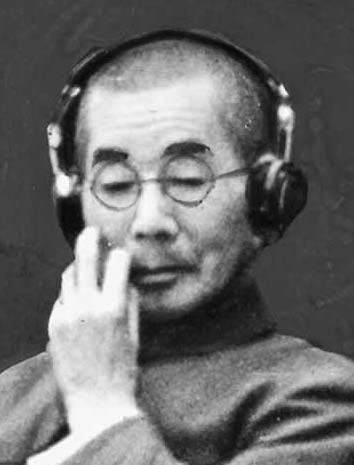
「東京審判」期間的松井。

同盟國為審理日本戰爭罪犯而設置了「遠東國際軍事法庭」，是為「東京審判」。1946年4月29日，法庭起訴包括松井在內的28名嫌疑人，檢方指控松井犯有A級戰爭罪行「破壞和平罪」（通稱「甲級戰犯」），認為其參與了對其他國家進行侵略戰爭的陰謀，以及還犯有B級（通稱「乙級戰犯」）與C級戰爭罪（通稱「丙級戰犯」），主張其應對1937年至1938年的南京大屠殺負責，共起訴第1、第27、第29、第31、第32、第35、第36、第54和第55項罪狀。在收監前，松井曾告訴朋友，他不但要為自己，還要為日軍的全部戰時行為辯護。松井在法庭上堅稱日本只是在抵禦外國勢力的侵略，之所以發動戰爭也是為了將亞洲從西方帝國主義解放，松井還將对支戰爭其稱之為「亞洲家庭內的兄弟之爭」，並表示這場戰爭是「日本透過武力保護在支那的日本人，維護其陷入危機的權益，這不過是迫不得已的防衛手段。這就像是兄長在長時間的忍耐後，痛打其年輕而又不聽話的弟弟一樣，這絕不是出於仇恨，而是為了促使其反省的愛之深的手段。」
在南京大屠殺問題上，松井承認他知道有個別士兵犯下強姦、搶劫和謀殺等罪行，但他堅決否認南京曾發生過任何大規模屠殺事件。儘管如此，松井向遠東國際軍事法庭主張自己對其部屬的犯罪行為負有「道德責任」，但拒絕自己需承擔「法律責任」，聲稱個人的犯罪行為應由各師團的憲兵隊負責，而非方面軍司令。然而，松井又表示自己曾敦促任何違法者將受到嚴厲懲罰，檢方很快便指出此項聲明即表示已承認自己負有一定程度的法律責任。最終法庭除了第55項罪狀，其餘者皆判處無罪，包括與A級戰爭罪行有關的所有指控，也否決了以松井在「大亞細亞協會」的會員資格作為他參與侵略戰爭「證據」之指控。
儘管如此，松井因南京大屠殺事件中的作為而於第55號罪狀中被判為有罪且判處死刑，檢方指控被告「對其應執行適當措施以確保軍隊遵守、防止違反戰爭法的法定義務採取刻意而毫不在乎的無視態度」，即指在大屠殺中消極的「不作為責任」，對於公訴人提出的「非法命令、授權、許可」等指控皆否認。1948年11月12日，法庭作出以下判決：
本法庭認為有充分證據證明松井知道發生的事情。對於這些暴力行為他置若罔聞，或沒有採取任何有效辦法來緩和它。佔領南京市前，他確曾對他的軍隊下令要他們嚴肅行動，後來又曾發出同樣的命令。正如現在所知，這些命令並未生效，並且他是理所應知的。他的辨方主張，這是由於他生病的緣故。他的疾病既沒有阻礙他指揮在他指導下的作戰行動，又沒有阻礙他在發生這類暴行時訪問該市達數日之久。而對於這類暴行具有責任的軍隊又屬他指揮。他是知道這類暴行的。他既有義務也有權力統制他自己的軍隊和保護不幸的南京市民。由於他怠忽這些義務的履行，不能不認為他負有犯罪罪責。
松井與廣田是唯兩位僅因第55罪狀而被判處死刑者，其判決理由為在日軍佔領南京的六週內造成20萬中國平民與俘虜的死亡。至於因另案被判處死刑的武藤章曾在大屠殺期間擔任松井的副參謀長，但因其是松井的「下屬」，被判定對該事件「不具備阻止的手段」，因此在南京大屠殺的部份被判處無罪。松井為東京審判中為南京大屠殺「不作為責任者」的野戰指揮官代表，廣田則代表日本政府。日本歷史學家戶谷由麻評論，松井的判決是「國際法史上最早的一個指揮責任的案例」。12月19日，松井向監獄的教誨師花山信勝表達對南京大屠殺與下屬的不滿，並將這些暴行歸咎於日軍在日俄戰爭後道德衰落，松井說道：
南京事件真讓人感到恥辱至極。南京入城後，在舉行祭奠儀式的時候，我說：「支那的死者也一起祭奠吧！」可是參謀長以下的人什麼都不懂，說什麼這樣會挫傷日本軍的士氣。以師團長為首，都幹了那種事情。我在日俄戰爭的時候，作為一名大尉從軍，南京事件中的師團長和那時的師團長根本沒法相比。對支那人不待言，對俄國人在俘虜處理等方面，都處理得很好，這次卻不是這樣。政府當局可能也會這樣考慮，但是無論從武士道還是從人道的立場出發，和當時（日俄戰爭）完全不一樣了。祭奠儀式之後，我把大家召集在一起，我非常生氣、我哭了，當時朝香宮和柳川中將也在，我說：「本來是顯赫皇威的盛事，因為那些兵的暴行，一下子使名譽掃地。」可是在那以後，大家都笑了，更有甚者，有一個師團長還說：「那種事情是理所當然的。」如果因為我一個人落到這種結果能促使當時的軍人們深刻地反省、哪怕是多有一個人反省，我也非常高興，正是如此，我希望就這樣往生。
1948年12月22日晚，遠東國際軍事法庭開始執行死刑，松井作為最年長者，被死刑犯們要求帶頭向皇居方向行禮、大喊三聲「萬歲」，接著眾人便前往絞刑架，松井與東條英機、武藤章和土肥原賢二為第一批受刑人。1948年12月23日清晨0時1分30秒，執行官開動了絞刑架下的踏台，松井受絞11分30秒後斷氣。松井死後，遺體被送往橫濱久保山的火葬場火化，美軍將其骨灰裝箱扔入東京灣內，以防有人以此立碑紀念。然而，現場還留有少量骨灰，美軍將其收集至一水泥製件坑內，火葬場場長飛田美善將此告訴小磯國昭辯護律師三文字正平，後者於1948年12月16日穿越美軍的封鎖，將剩餘骨灰收集取走，送入松井建造的觀音堂內存放。1978年，靖國神社宮司松平永芳將被遠東國際軍事法庭所處決、包括松井在內的七名甲級戰犯秘密合祀，而此事在1979年4月19日被《朝日新闻》 報導，引起了日本和國際上的巨大爭議。

## 松井與南京大屠殺關係之分析
松井石根於「南京大屠殺」所扮演的角色一直是歷史學者的爭議焦點，日本有些人士對其表示同情，將其稱作受到不公正的審判、被求處過於嚴厲的死刑、或法庭並未認真審理所有大屠殺的參與者，而選擇松井作為唯一的責任承擔者。不僅大屠殺「否定派」論者主張「松井大將無罪論」，肯定南京大屠殺為客觀事實的「大屠殺派」學者也對松井抱有一定的同情態度，如洞富雄就認為「松井司令官不是下令屠殺俘虜、殘兵敗卒和普通百姓施加暴行的人。他力圖阻止這種行為，那也是事實」，「松井大將在遠東國際軍事審判時，被追究其為最高司令官應對部下的這種行為負責，判處了絞刑。我認為，這雖實屬不幸，卻也出於無奈」。美國《生活》雜誌記者戴维·伯格米尼在著作《日本天皇的陰謀》中則表示松井石根承擔罪責「這真是對浩劫的莫大嘲諷」。
然而也有學者分析有關資料，認為松井確實並無「可訴之冤」，在南京大屠殺期間也確實對軍紀方面的管控瀆職。一橋大學榮譽教授吉田裕認為松井犯了六個主要錯誤，進而導致了「南京大屠殺」：一、堅持在沒有足夠後勤支援的情況下進攻南京，使其部隊主要只能靠掠奪維持。二、並未制定保障中國戰俘安全的政策。三、允許過多的士兵進入南京市內。四、沒有與「南京安全區國際委員會」充分合作。五、堅持盡快舉行勝利入城式，這使其下屬指揮軍事行動時趨於迅速而殘忍。六、把太多時間用在政治謀略上，忽視了軍事指揮官的職責。

### 《戰中日記》的虛實
松井石根在中日戰爭留下了大篇日記，成了日後研究南京大屠殺時常被引用的文獻。松井「大亞細亞協會」原職員田中正明將其彙編，於1985年5月由日本芙蓉書房出版，書名為《松井大將戰中日記》（松井石根大将の陣中日誌），通稱《戰中日記》，將其稱作研究南京大屠殺的「一級史料」，然而《戰中日記》被學者揭露遭田中大量篡改，意圖使松井在南京大屠殺的責任、南京大屠殺的規模等相當程度地減小。
首都師範大學研究員李松林專門撰文指出田中修改之事實，並舉三點：一、《戰中日記》12月14日的原記載為：「進入南京城之兩軍所屬師團掃蕩城內牌回於各處的散兵游勇達數萬之眾」，但田中將「數萬」改為「數千」，將死亡人數下修，企圖以此作為突破口否定整個南京大屠殺。二、將原本11月30日松井在上海接受兩位通訊員感謝其保護外國權益的內容改為12月23日的日記上，營造出松井在南京治安處置得當、並未有發生大屠殺的場景。三、為扭曲南京大屠殺的事實，將《戰中日記》原著內容與自己撰寫的否定說著作《「南京大屠殺」之虛構》（南京虐殺の虚構）相互矛盾處刪去，如刪去原文的「軍紀風紀之鬆懈」一句、刪去陸軍人事局長阿南惟幾少將調查南京大屠殺後對松井的批評等等。
田中所編的戰中日記出版後受到日本國內外多人的批評，《中央公論》社的《歷史與人物》雜誌總編輯橫山惠一經過與原文的對比，指出田中對原文做了900多處的修改。對此，田中聲明自己在編撰《戰中日記》時因為生病而在醫院進行校對工作，而為了趕上5月份緬懷松井的會議時出版，因此「在匆忙中出了差錯」，並自稱不知道外交部的外交史料館還存有戰中日記原文。

### 松井的生病與權力問題
東京審判期間，松井的病情曾被作為其屠殺責任歸屬的依據而被提出，印度代表的審判法官拉達賓諾德·帕爾對此相當重視，認為這使松井的行為能力受到限制，其刑事責任也因此有限，但其意見被其他多數法官否決。田中正明也以這生病問題為由，在其著作《「南京大屠殺」之虛構》中主張松井在蘇州病倒，但還堅持為南京的安定而操勞。中國南京大屠殺遇難同胞紀念館研究員劉燕軍對此指出，就在田中聲稱松井發高燒的12月8日當天，後者還下令向南京空投勸降書，而這份勸降書還有岡田尚作證，曾經由「最高指揮官」審閱中文譯稿。這位審閱者即是松井，病情若如此嚴重豈能進行審閱工作？且連田中自己都承認松井在病情最嚴重的12月11日與12日，都能在病床上批示文件、發布命令，因此基於上述，松井並未因為病情而中斷了對部隊的控制。此外，據松井戰時日記之敘述，他12月14日就退燒，身體也恢復得很快——15日得以見蘇州自治委員會會長、16日去泡湯、17日騎馬出席入城式、19日還帶領幾位參謀拜訪了諸如清涼山和北極閣等景點，且就算松井的病情真的有對指揮造成影響，他在病癒的17日後也並未做出任何措施來阻止暴行繼續發展——當天日軍便在煤炭港對3000名中國軍民集體屠殺。
另外一個觀點是如田中指出，松井並未有完全控制部下的權力，依照其說法，「中支那方面軍」為「上海派遣軍」和第10軍的合併機構，但其幕僚組織有限，松井並無直接監督和管理兩個主要的下屬單位的能力。劉燕軍對此同樣予以駁斥，認為松井在日本陸軍中有相當久的資歷，既是當時軍界首屈一指的「中國通」，也深受天皇器重，即便當時他已經退役，還是被任命為「上海派遣軍」司令官，而也正因為具備威望才能又出任「中支那方面軍」司令官的職務。在入城式隔日，松井主持慰靈祭，在祭典即將結束時他突然流淚，對部下訓斥：「你們奮力苦戰，使皇威增輝，然某些士兵之暴行，又使皇威一舉掃地」，洞富雄對此場景寫道：「松井大將之悲痛萬分的訓誡，一般官兵將它當作耳邊風」，「師團長哈哈大笑，嘲笑松井的訓誡」，但松井依舊在入城式上因第16師團最早進入南京而表揚了師長谷壽夫，1938年1月又與其共進晚餐「以示慰勞」。除此之外，劉燕軍也指出一個明顯表現出與「松井無權說」矛盾的例子——1937年12月下旬，日軍官兵搶劫了美國駐華大使館的汽車，當時松井人在上海，但一聽聞此事即做了迅速有效的處理。劉燕軍表示，究其原因也就是因為美國是強國，松井石根為避免引起外交糾紛而對此很重視，但中國是一個貧弱的國家，松井對部下屠殺中國人的暴行除了理解外根本不可能採取措施加以制止。

### 是否得知暴行？
南京师范大学历史系教授張連紅認為，自淞滬戰役結束後，日軍在進攻南京時已面臨到後勤不足的窘境，日本參謀本部於11月20日發出命令，指示第10軍「部隊為求得補給，應盡量利用現地物資」，在當時環境相當於指使日軍進行公開搶劫，但松井對此予以默認，而後這類行為蔓延到了整支部隊。在12月7日發布的《南京城攻略要領》中，松井規範：「一、若南京守城司令或市政當局留守城中，則勸其開城以和平佔領，爾後，各師團分別由經過挑選的一個步兵大隊（12月9日改為三個大隊）為基幹，率先進城，分區對城內進行掃蕩；二、若敵之殘兵仍憑藉城牆負隅抵抗，則以抵達戰場之所有砲兵實施砲擊，以奪占城牆。爾後，各師團以一個步兵聯隊為基幹進城掃蕩……」這項軍令被認為使日軍的一切行為有了以「掃蕩」的名義將抵抗的中國人「剷除淨盡」的根據。「慰靈祭」上的斥責也表明松井完全知道南京城內發生的日軍暴行。
「上海派遣軍」前參謀長在「東京審判」中作證時，稱松井在進入城市後不久就被告知「發生了一些掠奪和暴行的情況」，後者在自己的野戰日記中也提及了自己被告知日軍犯下的強姦與掠奪等暴行，並在上面註記：「事實上，有些此類行為是不可避免的」。後來日本外相派人調查屠殺情事，松井也承認發生了一些罪行，並指責他的下屬違反他的命令，允許太多士兵進入市內。戰後松井的副官角良晴則聲稱，就在松井佔領南京後不久，其部屬下令處決中國戰俘，而松井一聽到這消息就立刻試圖阻止。然而，經歷史學家考證，角的證詞有著大量錯誤之處。

## 註腳
1. 1 2  松井石根（1985年），第329-330页
2. ↑  早坂隆（2011年），第39页
3. ↑  松井七夫（1938年），第12页
4. ↑  畠山淸行（1976年），第138页
5. ↑  Weber（2011年），第140页
6. 1 2 3 4  松浦正孝（2010年），第504-505页
7. 1 2  張石（2015年），第155页
8. 1 2 3 4 5 6 7 8 9 10  半藤一利（2010年），第21页
9. ↑  早坂隆（2011年），第29页
10. ↑  半藤一利（2010年），第133页
11. ↑  早坂隆（2011年），第23-24页
12. ↑  程兆奇（2013年），第725页
13. ↑  早坂隆（2011年），第31-32、52-55、62页
14. 1 2  松浦正孝（2010年），第508-509页
15. ↑  Shinichi（1989年），第342页
16. 1 2  早坂隆（2011年），第32-33、36-37、40-41页
17. ↑  半藤一利（2010年），第132页
18. ↑  早瀬利之（1999年），第31页
19. ↑  早坂隆（2011年），第41页
20. ↑  早坂隆（2011年），第35页
21. 1 2 3  早坂隆（2011年），第42、44、46-52页
22. ↑  Humphreys（1995年），第148、215-216页
23. 1 2 3  早坂隆（2011年），第52-55、62页
24. ↑  Weber（2011年），第137、140页
25. 1 2  早坂隆（2011年），第58-61、63页
26. 1 2  Weber（2011年），第137页
27. ↑  早瀬利之（1999年），第208页
28. ↑  早坂隆（2011年），第67页
29. ↑  早坂隆（2011年），第64-66页
30. 1 2  諸君（2001年），第178页
31. 1 2  胡曉丁 & 張連紅（1993年），第120-121页
32. ↑  松浦正孝（2010年），第375-383页
33. ↑  早坂隆（2011年），第69页
34. 1 2  Weber（2011年），第140-141页
35. ↑  松浦正孝（2010年），第576-577页
36. ↑  早坂隆（2011年），第74-76页
37. ↑  早坂隆（2011年），第78页
38. 1 2 3  Yamamoto（2000年），第40-41页
39. 1 2 3 4  笠原十九司（1997年），第50-53页
40. 1 2 3 4  半藤一利（2010年），第135-138页
41. ↑  Rafferty（2013年）
42. 1 2  Masao（1963年），第44-45页
43. ↑  Harmsen（2013年），第93-97页
44. ↑  早瀬利之（1999年），第54、58页
45. 1 2 3  Satoshi & Drea（2011年），第169-176页
46. ↑  早瀬利之（1999年），第19、22、58-59页
47. ↑  早瀬利之（1999年），第61-62页
48. ↑  Harmsen（2013年），第161、176-178、210-211、214-215页
49. ↑  Yamamoto（2000年），第43页
50. 1 2  早瀬利之（1999年），第87页
51. ↑  笠原十九司（1997年），第60页
52. ↑  森松俊夫（1975年），第422页
53. ↑  笠原十九司（1997年），第33、60、72页
54. 1 2 3  經盛鴻 & 經姍姍（2014年），第21页
55. ↑  早瀬利之（1999年），第195-196页
56. 1 2 3  Yamamoto（2000年），第49-50、58页
57. ↑  早坂隆（2011年），第121-130页
58. ↑  森松俊夫（1975年），第418页
59. ↑  Satoshi & Drea（2011年），第177页
60. ↑  Fujiwara（2008年），第33页
61. ↑  早瀬利之（1999年），第120-121、125-128页
62. 1 2  早瀬利之（1999年），第124页
63. ↑  早瀬利之（1999年），第133-140页
64. ↑  Yamamoto（2000年），第82、91-93、129-137页
65. 1 2  松浦正孝（2010年），第510-511、513页
66. 1 2  笠原十九司（1997年），第112-113页
67. 1 2  半藤一利（2010年），第146页
68. ↑  早瀬利之（1999年），第123页
69. 1 2 3 4  笠原十九司（1997年），第23、64-65、116-120页
70. ↑  Fujiwara（2008年），第36页
71. 1 2  諸君（2001年），第202页
72. ↑  張生（2015年），第878页，原引自大屠殺發生時任第16师团參謀長的中澤三夫在東京審判中的說法
73. ↑  Satoshi & Drea（2011年），第179页
74. ↑  Yamamoto（2000年），第92、138-142页
75. ↑  早瀬利之（1999年），第134-137页
76. ↑  早瀬利之（1999年），第143-162页
77. 1 2  Higashinakano（2005年），第171页
78. 1 2  Hanayama（1950年），第185-186页
79. ↑  Yamamoto（2000年），第159页
80. ↑  Abend（1938年），第3页
81. 1 2  早瀬利之（1999年），第148-152、163-167、173、181页
82. ↑  早瀬利之（1999年），第148-152、163-167、173、181、201页
83. ↑  早瀬利之（1999年），第171页
84. 1 2  Yamamoto（2000年），第160-161页
85. ↑  早瀬利之（1999年），第168-169页
86. ↑  笠原十九司（1997年），第211-214页
87. ↑  半藤一利（2010年），第143页
88. ↑  早瀬利之（1999年），第181-182页
89. ↑  Shiroyama（1977年），第196页
90. ↑  早瀬利之（1999年），第191-193页
91. ↑  早瀬利之（1999年），第202页
92. ↑  早瀬利之（1999年），第174页
93. 1 2  蔣豐（2016年），第72页
94. 1 2  早瀬利之（1999年），第232页
95. ↑  Yamamoto（2000年），第178页
96. 1 2  早瀬利之（1999年），第216、219、223页
97. 1 2 3  早瀬利之（1999年），第224-230页
98. ↑  Marr（1995年），第38页
99. ↑  Smith（1978年），第270-271页
100. ↑  Nitz（1984年），第128页
101. ↑  早坂隆（2011年），第241-242页
102. ↑  早瀬利之（1999年），第217-218页
103. ↑  New York Times（1945年），第12页
104. 1 2  Ushimura（2003年），第38页
105. ↑  早瀬利之（1999年），第235-236页
106. ↑  蔣豐（2016年），第74页，原話引自田原總一郎著《日本近現代史的背後主角》（PHP研究所，2013年出版）
107. 1 2  早瀬利之（1999年），第236、256页
108. ↑  Victoria（2003年），第188页
109. ↑  早瀬利之（1999年），第259页
110. ↑  早瀬利之（1999年），第264-265页
111. ↑  Kitamura（2007年），第63页
112. ↑  早瀬利之（1999年），第253、266-267页
113. ↑  蔣豐（2016年），第75页
114. ↑  早瀬利之（1999年），第280-282页
115. ↑  Ushimura（2003年），第41-45、49、56页
116. ↑  Brook（2008年），第156页
117. ↑  Yamamoto（2000年），第220页
118. ↑  程兆奇（2013年），第723页
119. ↑  張效林（2015年），第605-606页
120. ↑  New York Times（1948年），第1页
121. ↑  日暮吉延（2017年），第307-308页
122. ↑  Totani（2008年），第135页
123. ↑  張石（2015年），第173-174页
124. ↑  張石（2015年），第161页
125. ↑  高海宽（2006年），第27页
126. ↑  Yamamoto（2000年），第223页
127. ↑  諸君（2001年），第198页
128. 1 2  劉燕軍（1991年），第121页
129. ↑  松浦正孝（2010年），第50-51、53页
130. 1 2 3  李松林（1987年），第64-67页
131. 1 2  劉燕軍（1991年），第122页
132. 1 2  劉燕軍（1991年），第123页
133. ↑  劉燕軍（1991年），第126页
134. 1 2 3  胡曉丁 & 張連紅（1993年），第123页
135. ↑  劉燕軍（1991年），第129页
136. ↑  劉燕軍（1991年），第130页
137. ↑  劉燕軍（1991年），第130-131页
138. 1 2  胡曉丁 & 張連紅（1993年），第122页
139. ↑  Pritchard，Zaide & Watt（1981年），第32651页
140. ↑  Fujiwara（2008年），第48页
141. ↑  Hoyt（2001年），第172页
142. ↑  早瀬利之（1999年），第142页
143. ↑  Yamamoto（2000年），第287页
144. ↑  板倉由明（1999年），第285-294页

### 圖書
- （英文）Brook, Timothy. . Wakabayashi, Bob Tadashi Wakabayashi  (编). . New York: Berghahn Books. 2008. ISBN 9781442206014.
- （英文）Fujiwara, Akira. . Bob Tadashi Wakabayashi  (编). . New York: Berghahn Books. 2008. ISBN 9781845451806.
- （英文）Harmsen, Peter. . Philadelphia: Casemate. 2013. ISBN 9781612001678.
- （英文）Hanayama, Shinsho. . New York: Scribner. 1950. OCLC 1527099.
- （英文）Hoyt, Edwin P. . New York: Cooper Square Press. 2001. ISBN 0815411189.
- （英文）Humphreys, Leonard. . Stanford, California: Stanford University Press. 1995. ISBN 0804723753.
- （英文）Kitamura, Minoru. . Lanham, Maryland: University Press of America. 2007. ISBN 9780761835790.
- （英文）Marr, David G. . Berkeley: University of California Press. 1995. ISBN 0520078330.
- （英文）Shiroyama, Saburo. . New York: Kodansha International. 1977. ISBN 0870113682.
- （英文）Satoshi, Hattori; Drea, Edward J. . Peattie, Mark  (编). . Stanford, California: Stanford University Press. 2011.
- （英文）Shinichi, Kitaoka. Duus, Peter , 编. . Princeton, New Jersey: Princeton University Press. 1989. ISBN 0691055610.
- （英文）Pritchard, R. John; Zaide, Sonia M.; Watt, Donald Cameron. . Garland Pub. 1981. ISBN 978-0-8240-4763-4.
- （英文）Totani, Yuma. . Cambridge, Massachusetts: Harvard University Asia Center. 2008. ISBN 9780674028708.
- （英文）Ushimura, Kei. . Tokyo: International House of Japan. 2003. OCLC 52300525.
- （英文）Victoria, Daizen. . New York: RoutledgeCurzon. 2003. ISBN 0700715800.
- （英文）Weber, Torsten. . Saaler, Sven; Szpilman, Christopher  (编). . Lanham: Rowman & Littlefield. 2011. ISBN 9781442206014.
- （英文）Yamamoto, Masahiro. . Westport, Connecticut: Praeger. 2000. ISBN 0313000964.
- （日語）板倉由明. . 東京: 日本図書刊行会. 1999. ISBN 4823105044.
- （日語）Higashinakano, Osamichi. . Tokyo: Sekai Shuppan. 2005. ISBN 4916079124.
- （日語）笠原十九司. . 岩波書店. 1997. ISBN 978-4-00-430530-9.
- （日語）森松俊夫. . 東京: 朝雲新聞社. 1975. OCLC 703872867.
- （日語）早瀬利之. . 光人社. 1999. ISBN 978-4-7698-0930-2.
- （日語）早坂隆. . 東京: 文藝春秋. 2011. ISBN 9784166608171.
- （日語）松浦正孝. . 名古屋: 名古屋大学出版会. 2010. ISBN 9784815806293.
- （日語）松井石根. 田中正明 , 编. . 東京: 芙蓉書房. 1985. ISBN 9784829500156.
- （日語）半藤一利. . 東京: 中央公論新社. 2010. ISBN 9784121503374.
- （中文）蔣豐. . 上海: 上海交通大学出版社. 2016. ISBN 9787313154613.
- （中文）程兆奇. . 上海: 上海交通大学出版社. 2013. ISBN 978-7-313-09447-6.
- （中文）张生. . 南京: 凤凰出版社. 2015. ISBN 978-7-5506-2292-0.
- （中文）張石. . 三聯書店有限公司. 2015. ISBN 9789620437519.
- （中文）张效林. . 上海: 上海交通大学出版社. 2015. ISBN 978-7-313-12710-5.
- （中文）日暮吉延. . 新北市: 八旗文化, 遠足文化事業股份有限公司出版. 2017. ISBN 9789869384476.
- （日語）松井七夫. 井上五郎 , 编. . 冨士書房. 1938  [2023-05-25]. （原始内容存档于2023-05-25） （日语）. 私達の父は武圀と云ひ、藤田東湖に私淑して詩や歌を作るのが好きであ私達の先祖は遠州二俣の城主をしてゐたが、後に、尾州侯の名古屋入城の時から尾州侯に仕へて、普請奉行や町奉行をつとめた。
- （日語）畠山淸行.  第 2 卷. 日本: 光風社書店. 1976: 185  [2023-05-24]. （原始内容存档于2023-05-25） （日语）. 松井武圀の父は、普請奉行、町奉行などをつとめた人物で、水戸学に心を寄せていたから、わが子にも、黄門光圀の『圀』の字をとって『武圀』と名付けたのだが

### 期刊
- （英文）. New York Times. 1945-02-04.
- （英文）. New York Times. 1948-11-12.
- （英文）Abend, Hallett. . The New York Times. 1938-02-08.
- （英文）Nitz, Kiyoko Kurusu. . Journal of Southeast Asian Studies. 1984-03.
- （英文）Smith, Ralph B. . Journal of Southeast Asian Studies. 1978-09.
- （中文）經盛鴻; 經姍姍. . 日本侵华史研究. 2014, (2).
- （中文）劉燕軍. . 抗日战争研究. 1991, (2). ISSN 1002-9575.
- （中文）唐军; 张生. . 西南大学学报(社会科学版). 2018, 44 (3). ISSN 1673-9841.
- （中文）李松林. . 北京师院学报(社会科学版). 1987, (3).
- （中文）胡晓丁; 张连红. . 南京师大学报(社会科学版). 1993, (3). ISSN 1001-4608.
- （中文）高海宽. . 复印报刊资料(世界史). 2006, (9). ISSN 1001-2648.

### 線上來源
- （英文）Rafferty, Kevin. . The Japan Times. 2013-07-03  [2019-02-13]. （原始内容存档于2016-06-10）.
- （英文）. 2001-02  [2019-02-13]. （原始内容存档于2020-12-11）.

| 军职            | 军职                                    | 军职                            |
| --------------- | --------------------------------------- | ------------------------------- |
| 前任： 阿部信行 | 台灣軍司令官 1933年8月 – 1934年8月      | 繼任： 寺內壽一                 |
| 前任： 新設單位 | 上海派遣軍司令 1937年8月 – 1937年12月   | 繼任： 朝香宮鳩彥王             |
| 前任： 無       | 華中方面軍司令官 1937年10月 – 1938年2月 | 繼任： 華中方面軍併入華中派遣軍 |